# Rhogeessa gracilis
Rhogeessa gracilis es una especie de murciélago de la familia Vespertilionidae.

## Distribución geográfica
Se encuentra sólo en México, al norte de Jalisco y Zacatecas hasta el centro de Oaxaca.